# Orde van Sint-Joris (Hongarije)

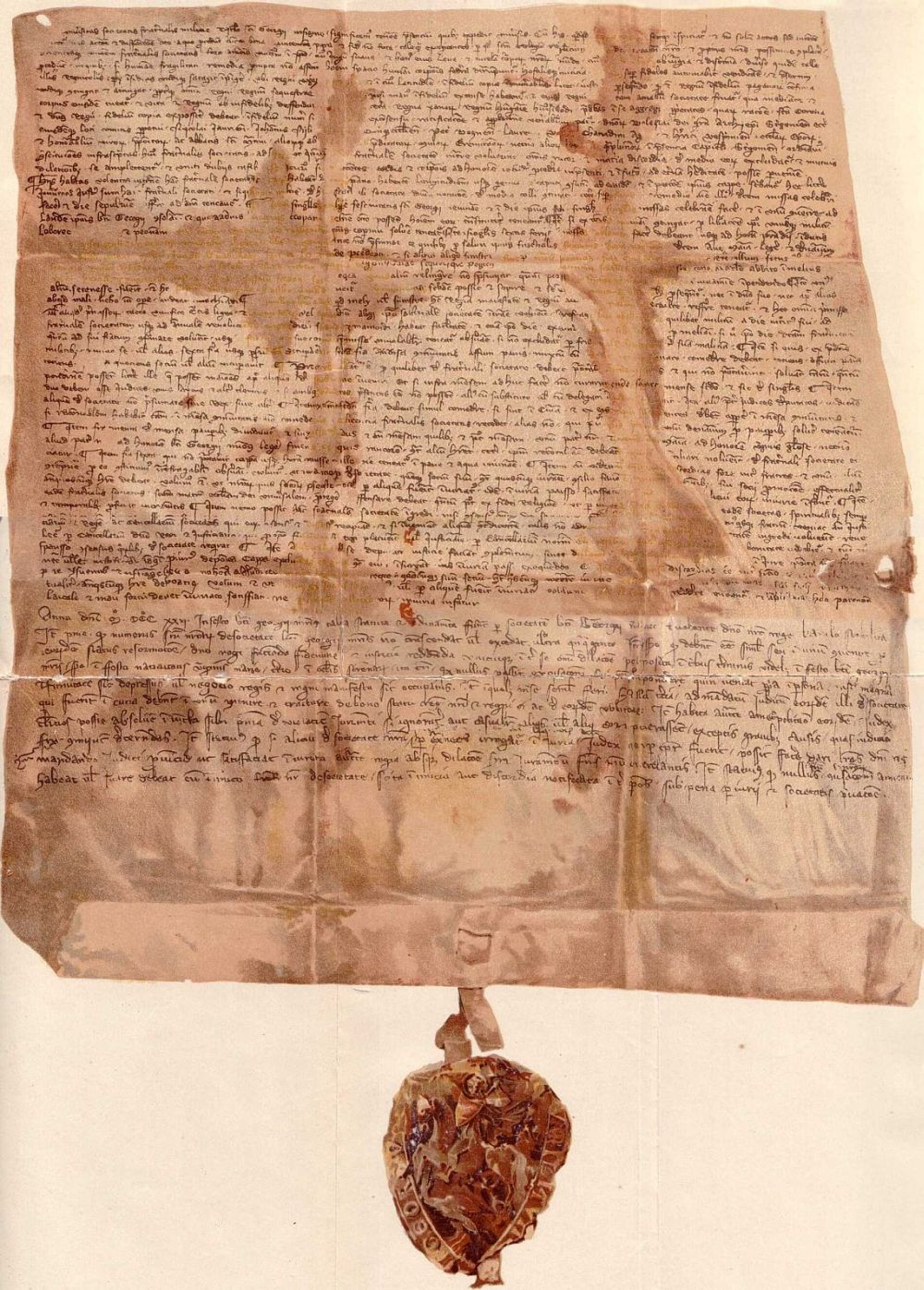
Statuten van de Orde van Sint-Joris met op het zegel Sint-Joris die de draak doodt.

De Orde van Sint-Joris (Hongaars: Szent György Lovagrend) werd rond 1326 door de Hongaarse koning Karel I Robert in Visegrád gesticht.
De precieze stichtingsdatum van de orde is niet geweten, maar we weten uit de Statuten wel dat in 1326 op de feestdag van Sint-Joris (23 april) er amendementen werden aangenomen. Uit wat we weten van latere ridderordes, zou dit betekenen dat (ten laatste) het voorgaande jaar (1325) de orde zou zijn gesticht.
Men ziet de orde die de drakendodende patroon van de ridderstand als schutspatroon koos als een eerste hoforde omdat zij zich rondom de koning groepeerde en geen religieuze of militaire doelen nastreefde. De orde is daarmee iets ouder dan de eveneens met Sint-Joris verbonden Orde van de Kouseband die in 1348 werd gesticht en vermoedelijk zelfs de oudste ter wereld.
Met de dood van Lodewijk I van Hongarije en de daaropvolgende burgeroorlog kwam er een einde aan deze orde, vermoedelijk onder de regering van diens dochter Maria van Hongarije.